# Neustadt (Breuberg)

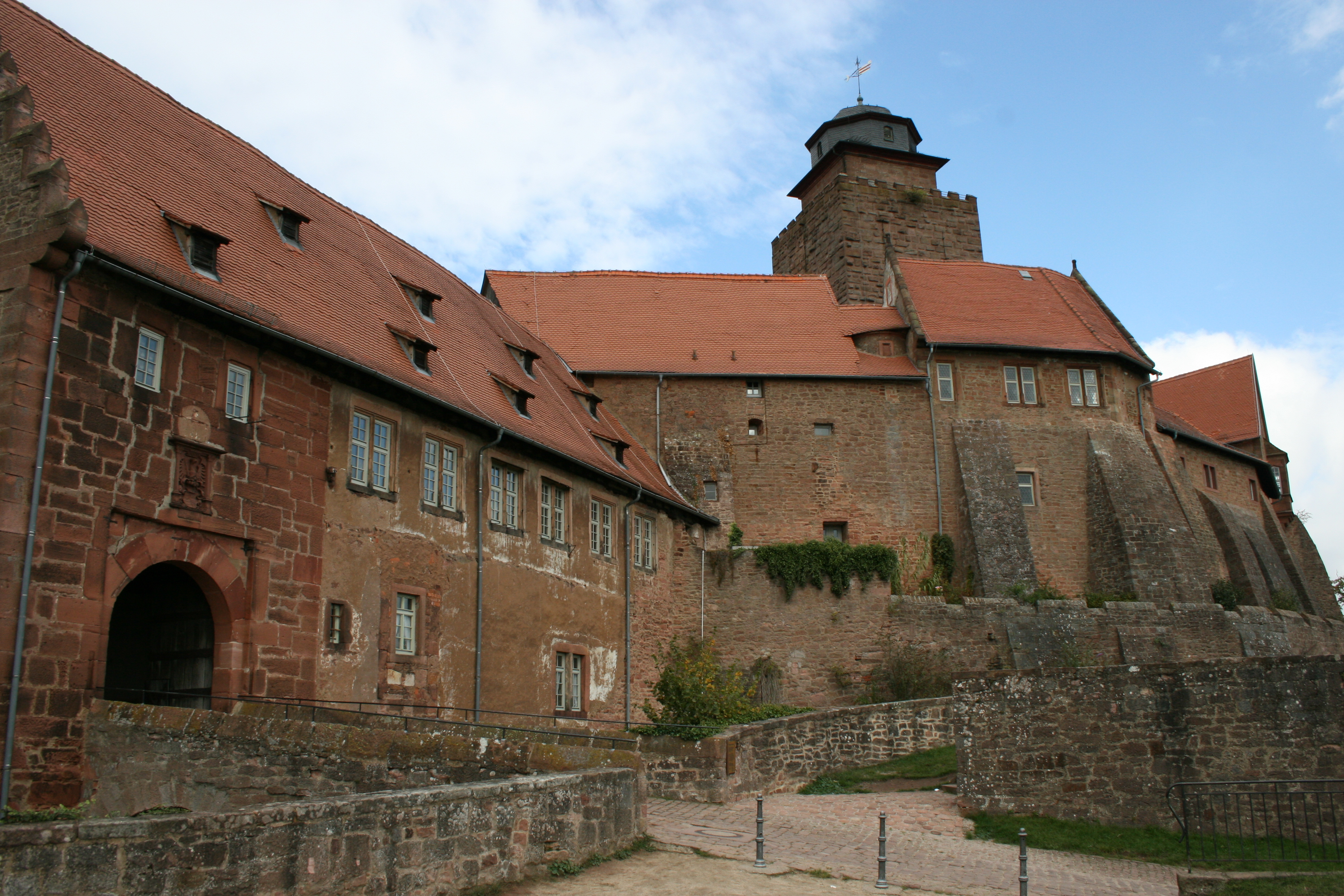
Neustadt entstand als Burgsiedlung der oberhalb gelegenen Burg Breuberg.

Neustadt (odenwälderisch Neistadt), auch Neustadt im Odenwald, ist ein ca. 1700 Einwohner zählender Stadtteil von Breuberg im  Odenwaldkreis in Hessen. Der Ort im Tal der Mümling entstand nach 1378 als Markt und Siedlung für Handwerker und Bedienstete der Burg Breuberg.

## Lage
Neustadt liegt im Buntsandsteingebiet etwa 40 km (Fahrtstrecke) östlich von Darmstadt bzw. ca. 25 km südwestlich von Aschaffenburg in einer Höhe von ca. 150 m; durch den Ort verläuft die Bundesstraße 426.

## Geschichte

### Stadtgründung
Eine Urkunde Kaiser Karl IV. aus dem Jahr 1378 wird als Grundlage der Entwicklung Neustadts zur Stadt angesehen: Der Kaiser verlieh den Grafen von Wertheim das Recht, am Breuberg einen Wochenmarkt und zwei Jahrmärkte abzuhalten, sowie die Hochgerichtsbarkeit für diese Märkte. 1378 bestand die Stadt noch nicht; eine in älteren Veröffentlichungen Neustadt zugeordnete Erwähnung 1113 bezieht sich nach heutigem Erkenntnisstand auf den Neustädter Hof bei Eisenbach. Vermutlich beabsichtigten die Grafen von Wertheim mit der Gründung Neustadts die Anlage einer Minderstadt, die geringere Rechte wie ältere Stadtgründungen hatte. Dabei sollte Neustadt mit seiner – im Vergleich zur Burg auf dem Berg – verkehrsgünstigen Lage im Tal die Funktion eines Nahortmarktes einnehmen. 1388 wird der Ort als Nuwenstaat erstmals namentlich erwähnt. Ein Weistum aus dem Jahr 1432 berichtet, das Dorf Arnheiten beim heute noch bestehenden Arnheiter Hof sei zuvor aufgelöst worden, die Bewohner wurden nach Neustadt umgesiedelt.
Die planmäßige Anlage Neustadts erfolgte in einer geschützten Lage zwischen der Mümling und dem Hang des Breubergs. Diese Lage beschränkte die Erweiterungsmöglichkeiten der Stadt, so dass sich eine langgestreckte Siedlungsform entwickelte. Die erste, westlich des kleinen Siedlungskerns angelegte Stadterweiterung wurde 1621 befestigt. Die zweite Stadterweiterung in der ersten Hälfte des 18. Jahrhunderts erfolgte Richtung Osten. In ihren Anfängen war die Stadt von Handwerkern geprägt, die teilweise nebenberuflich Landwirtschaft betrieben; andere Bewohner versahen Wachdienste auf der Burg. 1480 lebten ungefähr 20 Familien in Neustadt. Für 1553 wird eine Zahl von 35 Haushalten genannt; hiervon waren 23 Handwerker und 12 Bauern.

### 15. bis 18. Jahrhundert

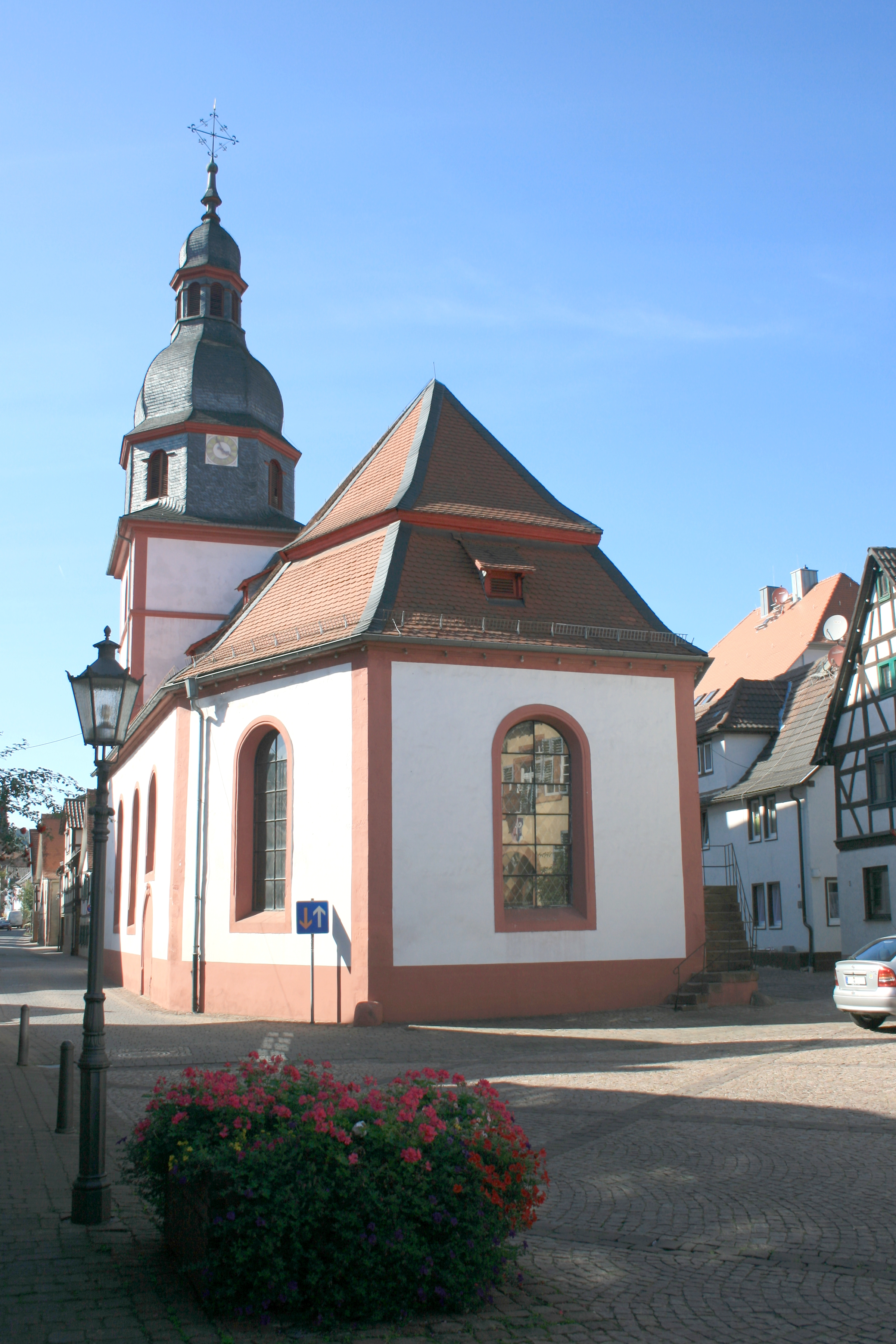
Evangelische Pfarrkirche

Im Jahr 1409 wird eine als „Kapelle“ bezeichnete Kirche in Neustadt erwähnt; möglicherweise befand sie sich in diesem Jahr noch in Bau. 1411 hatte der Ort vorübergehend einen eigenen Pfarrer; später war der Pfarrer von Sandbach auch für Neustadt zuständig. 1414 wurde der Bau einer vermutlich stattlichen Badstube begonnen, die nach Fertigstellung auch von den Grafen von Wertheim genutzt wurde. Vor 1473 wurde eine Stadtmauer mit einem Ober- und einem Untertor erbaut. Der Turm der evangelischen Kirche entstand laut Bauinschrift 1480; ihre heutige Gestalt erhielt die Kirche bei einem Umbau 1725.
Nach der Einführung der Reformation 1524 existierte 1589 eine lutherische Schule in Neustadt. 1554 wurden ein Siechenhaus und ein in der Gegenwart nicht mehr vorhandener Jüdischer Friedhof erwähnt. Auf die Lage des Friedhofs weisen die Flurnamen „Am Judenkirchhof“ und „Am Judenkirchhofsrain“ am Südhang des Breubergs hin. Bereits 1437 war ein Jude in Neustadt erwähnt worden.
Während des Dreißigjährigen Krieges forderte zwischen 1631 und 1635 die Pest zahlreiche Opfer; zugleich war die Stadt Zufluchtsort für die Dörfer der Umgebung. Spätestens seit 1644 waren die Neustädter von Frondiensten befreit; als Bürger einer Stadt waren sie seit 1590 keine Leibeigene mehr gewesen. In der zweiten Hälfte des 17. und der ersten Hälfte des 18. Jahrhunderts kam es während der Erbfolgekriege zu zahlreichen Durchzügen feindlicher Truppen, die die weitere Entwicklung der Stadt beeinträchtigten.
Von 1598 bis 1806 befand sich die Herrschaft Breuberg im gemeinschaftlichen Besitz der Häuser Erbach-Schönberg und Löwenstein-Wertheim-Rosenberg. Ab 1636 siedelten sich in Neustadt wieder Katholiken an; sie standen meist im Dienst des katholischen Hauses Löwenstein-Wertheim-Rosenberg. 1821 wurde die katholische Pfarrei Neustadt für die gesamte Herrschaft Breuberg eingerichtet und 1849 wurde eine katholische Kirche in der Stadt geweiht.

### 19. Jahrhundert

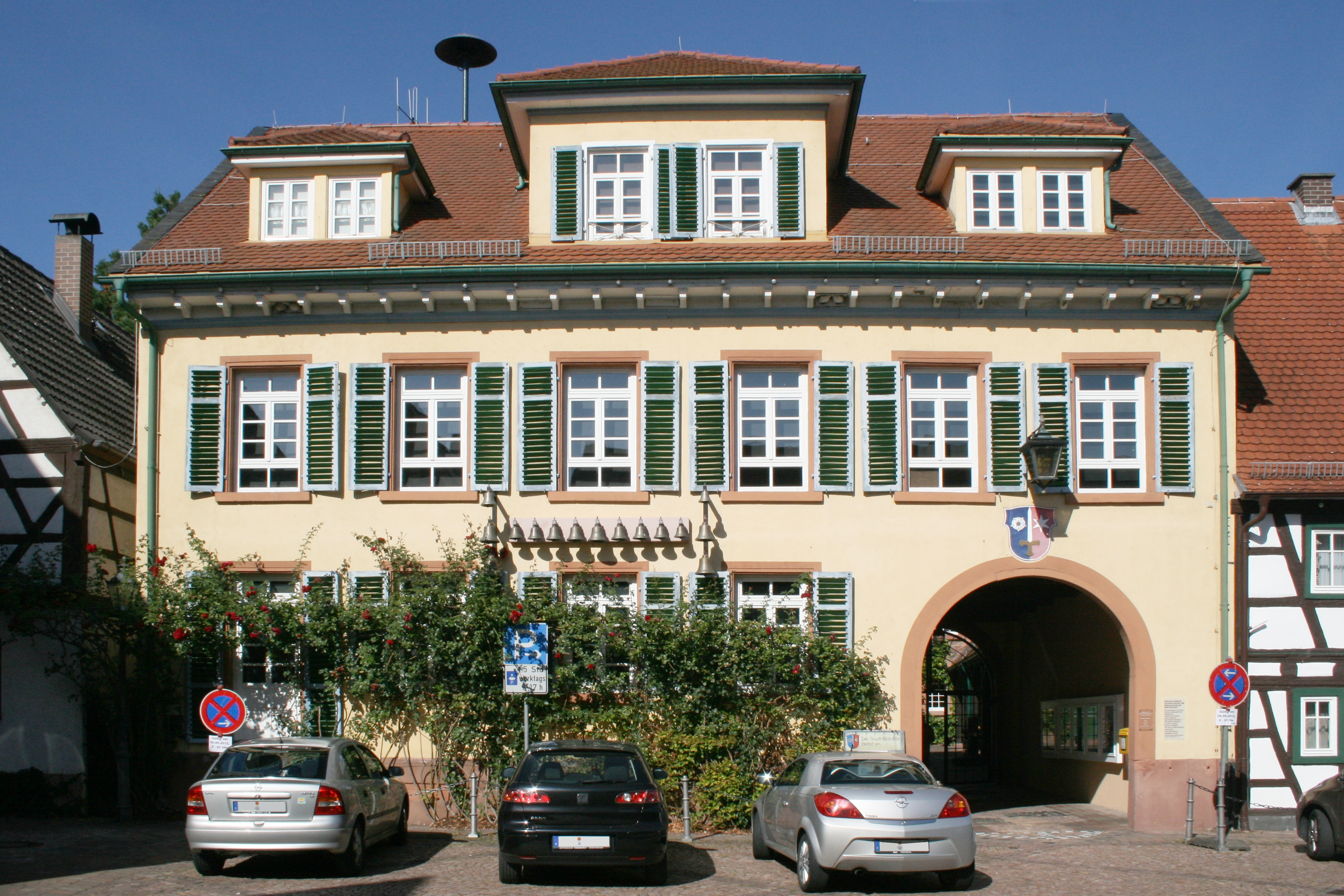
Kreisamtsgebäude von 1840, später als Rathaus genutzt

1806 wurde die Herrschaft Breuberg Teil des Großherzogtums Hessen. Zu dieser Zeit war Neustadt Wohnort von Beamten und Bediensteten der Herrschaft sowie von Handwerkern, die zum Teil im Nebenberuf eine Landwirtschaft betrieben. 
Nach Auflösung der alten Amtsstruktur 1822 fiel der Ort in den Zuständigkeitsbereich des Landgerichts Höchst, nach der Reichsjustizreform von 1877 ab 1879 in den des Amtsgerichts Höchst im Odenwald.
1837 wurde der Sitz des Landrats vom Breuberg in die Stadt verlegt. Im Juli 1874 wurde der Kreis Neustadt in den Kreis Erbach integriert. Zudem verlor Neustadt im 19. Jahrhundert weitere bisherige städtische Funktionen: Darunter waren der Sitz eines Gerichts, eines Kreisarztes, einer Apotheke und des gräflichen Forstamtes. Die Stadttore wurden 1839 beim Ausbau der Straße durch das Mümlingtal abgerissen. In diesem Jahr hatte Neustadt 935 Einwohner, darunter 83 Juden und 75 Katholiken. In der Stadt waren sieben Metzger und fünf Bäcker ansässig.
Ab 1830 war Neustadt durch die Abwanderung von Arbeitskräften geprägt. Viele Neustädter arbeiteten als Wanderarbeiter vom Frühjahr bis zum Herbst auswärts insbesondere im Baugewerbe; im Winter fanden sie als Waldarbeiter Beschäftigung. Die 1882 eröffnete Odenwaldbahn mit ihrem Bahnhof im benachbarten Höchst erleichterte die Erreichbarkeit von Arbeitsplätzen in den industriellen Zentren, so dass auswärts Arbeitende vermehrt am Wochenende nach Neustadt zurückkehrten. Frauen wanderten häufig in die umliegenden Großstädte ab, wo sie eine Beschäftigung als Dienstmädchen fanden. Zudem emigrierten viele Neustädter, insbesondere in die Vereinigten Staaten. 1895 erreichte die Zahl der Einwohner mit 726 einen Tiefstand. Zum Rückgang der Einwohnerzahl trugen auch der Mangel an landwirtschaftlich nutzbaren Flächen sowie die Probleme der Handwerker in der Stadt bei; letztere waren der zunehmenden Konkurrenz durch Industrieprodukte ausgesetzt. 1903 ging eine zentrale Trinkwasserversorgung mit Hausanschlüssen in Betrieb; im April 1921 erfolgte der Anschluss an das Stromnetz.
Die im 18. Jahrhundert entstandene jüdische Gemeinde Neustadts unterhielt eine Synagoge, die nach 1830 und vor 1844 eingerichtet worden war, eine Religionsschule und eine Mikwe, ein rituelles Bad. 1861 waren 83 Neustädter (9,6 % von 865 Einwohnern) jüdischen Glaubens; 1910 war ihre Zahl auf 39 (4,9 % von 798 Einwohnern) gesunken.

### 20. Jahrhundert
Die Eröffnung der Bahnstrecke von Aschaffenburg nach Höchst 1912 erleichterte die Industrieansiedlung im Mümlingtal: Bereits 1906 war im benachbarten Sandbach ein Gummiwerk der Veithwerke eröffnet worden. 1922 entstand ein zweites Gummiwerk, das auf der Sandbacher Gemarkung unmittelbar an der Grenze zu Neustadt lag. Am Neustädter Bahnhof eröffnete 1915 ein Obstversand, aus dem 1956 eine Konservenfabrik, die Odenwald Konserven, entstand. Mit der Weltwirtschaftskrise Anfang der 1930er Jahre endete das Auspendeln der Neustädter Arbeitnehmer; zumeist fanden sie in den Gummiwerken Arbeit.
In der Zeit der Weimarer Republik entwickelte sich Neustadt im Gegensatz zu den umliegenden Gemeinden, in denen die SPD dominierte, zu einer Hochburg der KPD. Die Kommunisten erhielten bei den Wahlen von 1921 bis 1932 stets die relative Mehrheit, wobei die bürgerlichen Parteien eine knappe absolute Mehrheit hatten. Der Politikwissenschafter Georg Fülberth erklärt die Erfolge der KPD mit der Funktion Neustadts als Arbeiterwohngemeinde und der Armut der Stadt, da die Gewerbesteuereinnahmen der Gummiwerke dem benachbarten Sandbach zugeflossen seien. Auch sei der KPD-Erfolg auf das „Profil der örtlich führenden linken Persönlichkeiten“ zurückzuführen, die zum Teil als Sportler ortsbekannt gewesen waren, zum Teil als Wanderarbeiter Erfahrungen mit der KPD gesammelt oder an Streiks teilgenommen hatten. Fülberth verweist zudem auf die Bedeutung des Vereinslebens: Bereits 1900 hatten sich in Abgrenzung zu den bürgerlichen Vereinen ein Arbeiter-Gesangs- und ein Arbeiter-Turnverein gebildet. Die 1925 entstandene Fußballmannschaft stieß insbesondere bei Jüngeren auf großes Interesse und führte zu einem Umbruch bei den Sportvereinen. Die Fußballer schlossen sich dem Arbeitersportverein an, seien aber im Vergleich zur Vereinsführung „politisch relativ indifferent“ gewesen. Für die Rekrutierung von Jugendlichen zu den politischen Lagern sei der Sport von größter Bedeutung gewesen, so Fülberth.
Nach der Machtübertragung an die Nationalsozialisten wurden die Arbeitervereine verboten. Die KPD-Gemeinderäte wurden ausgeschlossen; der Bürgermeister trat der NSDAP bei. 1935 wurden fünf Neustädter verhaftet, da sie die illegal weiterarbeitende KPD unterstützt hatten. Die Verhafteten wurden zu Zuchthaus- oder Gefängnisstrafen verurteilt, nach deren Verbüßung sie zum Teil in Konzentrationslagern festgehalten wurden. Vermutlich kam mit den Verhaftungen die Arbeit der KPD zum Erliegen. Beim Novemberpogrom 1938 wurde ein jüdisches Geschäft überfallen. Die Synagoge war seit 1928 an die Stadt vermietet gewesen. Nach dem Kauf durch die Stadt im Juni 1938 wurde sie 1940 wegen Baufälligkeit abgerissen. Im März 1942 wurden die letzten acht in Neustadt lebenden Juden deportiert und später ermordet. 1933 hatte die Zahl der Juden am Ort 20 (2,2 % von 887 Einwohnern) betragen. Während des Zweiten Weltkrieges verlagerte das Frankfurter Unternehmen Flugzeugbau Max Gerner die Reparatur von Bf 109-Flugzeugen nach Neustadt und Sandbach. Bei der Firma wurden ebenso wie bei einzelnen Bauern Zwangsarbeiter beschäftigt.
Im März 1945 besetzten amerikanische Truppen Neustadt. Die Besatzungsmacht setzte einen Kommunisten als Bürgermeister ein und löste alle bisherigen Vereine auf. Einzig die Gründung der Kultur- und Sportgemeinschaft Neustadt i O (KSG) wurde genehmigt; der KSG-Vorsitzende gehörte ebenso wie der Vorsitzende des örtlichen DGB-Kartells der KPD an. Bei den Gemeinderatswahlen 1946 und 1948 erzielte die KPD Hessen die absolute Mehrheit; bei Bundes- und Landtagswahlen löste die SPD 1950 die KPD als stärkste Partei ab. Im Juli 1947 wurde Franz Brunner (KPD) zum Bürgermeister gewählt. Zu den Hauptproblemen der Stadt in der Nachkriegszeit zählten die Unterbringung von Heimatvertriebenen und die Wiederherstellung der Infrastruktur, insbesondere der Wasserversorgung. Die Stadt beteiligte sich an Initiativen zum Erhalt der Burg Breuberg, die 1947 zur Gründung des Breuberg-Bundes führten. Der Bau der Leichenhalle wie auch die Wiederaufforstung des Gemeindewaldes wurde von Bürgern in Eigenhilfe durchgeführt. 1950 hatte Neustadt 1254 Einwohner, hiervon waren 196 Heimatvertriebene.
Nach dem KPD-Verbot im August 1956 bildete sich der Überparteiliche Bürgerblock Neustadt (ÜBN), der bei den Kommunalwahlen 1956 über 60 % der Stimmen erzielte. Bürgermeister Brunner wurde wiedergewählt. Vier Tage vor der Kommunalwahl 1960 verbot das Hessische Innenministerium am 19. Oktober die ÜBN als verfassungswidrige Ersatzorganisation der KPD. Laut Verbotsbegründung kandidierten auf der ÜBN-Liste mehrere Mitglieder der KPD, darunter Bürgermeister Brunner; zudem habe Brunner im März 1959 an einer Konferenz in der DDR teilgenommen. Das Bundesverfassungsgericht lehnte eine vom evangelischen Pfarrer Neustadts beantragte einstweilige Verfügung gegen das Verbot ab, da es nicht zuständig sei. Bei der Wahl waren über 30 % der Stimmen ungültig; die meisten Stimmen erzielte die Parteilose Wählergemeinschaft, die fortan mit Erich Tilly den Bürgermeister stellte.
In den 1960er Jahren stellte die Stadt die Kanalisation fertig und baute wegen des Bedarfs der Konservenfabrik die Wasserversorgung weiter aus. Ebenso wurde das in den 1950er Jahren entstandene „Neue Viertel“ westlich des Stadtkerns ausgebaut. Für die Vereine entstand eine Mehrzweckhalle, im Süden wurde, getrennt vom Stadtkern, das Neubaugebiet Steigersfeld erschlossen. 1968 wurde die Verlegung der Mümling nach Süden beschlossen, wodurch die Hochwassergefahr vermindert und Erweiterungsmöglichkeiten für die Gummiwerke geschaffen werden sollten. 1971 war die Zahl der Einwohner auf 1595 gestiegen.
Im Zuge der Gebietsreform in Hessen wurde am 31. Dezember 1970 die Nachbargemeinde Rai-Breitenbach auf freiwilliger Basis eingegliedert. Am 1. Oktober 1971 fusionierten die Stadt Neustadt (im Odenwald) sowie die Gemeinden Hainstadt, Sandbach und Wald-Amorbach freiwillig zur Stadt Breuberg.

## Wappen
Blasonierung: „Das Wappen zeigt in einem von einem silbernen Schwert mit goldenem Griff geteilten Schild rechtes oben in Blau eine fünfblättrige silberne Rose mit rotem Butzen (Wertheim), links oben in Rot einen silbernen sechsstraligen Stern (Erbach).“
Das Wappen wurde der Stadt Neustadt/Odenwald am 27. Juni 1927 durch das Hessische Innenministerium genehmigt. Gestaltet wurde es durch den Heraldiker Georg Massoth.
Die Rose stammt aus dem Wappen der Grafen von Wertheim, der Stern aus dem Wappen der Grafen von Erbach, aus deren Wappen auch die Schildfarben entnommen sind. Beide waren bis 1806 gemeinsame Besitzer der Stadt.
Das Schwert steht für die Marktgerichtsbarkeit bzw. den Marktfrieden der Stadt und hängt auch symbolisch am Neustädter Marktkreuz.
Seit der Zeit um 1600 zeigte das Wappen der Stadt je drei goldene Rosen und silberne Sterne, abwechselnd im Kreis um die stilisierten Initialen „NS“. Die Schildfarbe wechselte zwischen Blau und Gold.
Das heutige, 1975 genehmigte Wappen der Stadt Breuberg basiert auf dem Wappen Neustadts. Lediglich die Farbe des Butzens wurde von Rot zu Gold geändert.
Eine Flagge wurde Neustadt nie genehmigt. Lokal wird jedoch eine blau-rote Flagge, mit dem alten Stadtwappen in einem weißen Flaggenhaupt verwendet.

## Verkehr
Der Ortsteil war durch die Bahnstrecke Aschaffenburg–Höchst (Odenwald) mit dem Haltepunkt Neustadt (Odenw) an den SPNV angebunden.
Seit Stilllegung der Strecke ist der nächstgelegene Bahnhof Höchst (Odenw) an der Odenwaldbahn.